# Psilocybe villarrealiae
Psilocybe villarrealiae es una especie de hongo de la familia Hymenogastraceae. Psilocybe viene del griego psilós, que significa liso, desnudo, calvo, y kýbe, que significa cabeza, píleo, es decir: “por carecer de ornamentación en el píleo” (aunque no sucede así en todas las especies del género).

## Descripción
Macroscópicamente tiene el píleo de 4-5 cm de diámetro, convexo a irregularmente plano, con el borde irregularmente ondulado o sublobulado, superficie lisa, margen estriado, intensamente higrófano, amarillo-pardusco brillante a blanquecino-plateado opaco, con manchas irregulares azul-verdosas o verde obscuro; en seco es amarillento-pardusco opaco con tonos verdosos. Láminas adheridas, en ángulo recto o poco sinuadas, de color café-morado o café-violáceo, con los bordes concoloros o blanquecinos. Estípite de 5-6 x 0.4-0.7 cm, central, grosor uniforme o poco bulboso, hueco; superficie amarillenta-pardusca clara o parda-rojiza, finamente cubierta de pequeñas escamas blanquecinas, con micelio algodonoso blanco en la base; en seco de color café-rojizo obscuro o café-negruzco. Velo ausente.
Microscópicamente: esporas de (5.5-)6.5-7.5(-8)(-9) x (4.5-)5-6 µm, subrómbicas o algo ovoides en vista frontal o subelípticas en lateral, con pared gruesa de hasta 1.5 µm de grosor, lisa, de color café-amarillento, con poro germinal ancho en un extremo y un corto apículo en el opuesto. Basidios de 15-28 x 6-7 µm, tetraspóricos, hialinos, ventricosos, a veces claviformes. Basidiolos de 12.5-17 x 5-6.5 µm, con una aguda constricción central, imitando un tipo especial de pleurocistidios. Pleurocistidios de 12-29(-32) x (5-)6-7(-8) µm, hialinos, de pared delgada, ventricoso-rostrados, con el ápice agudo y generalmente incrustado con material refringente; algunos pleurocistidios presentan cuello más o menos largo, de 2-3 µm longitud y otros, muy escasos, de hasta 7 µm de longitud. Queilocistidios de (13-)(16-)19-25(-28) x (4-)5-6(-7.5) µm, muy abundantes, hialinos, de pared delgada, con un cuello de hasta 10 µm de longitud, por 2 µm de grosor y con el ápice ligeramente incrustado y refringente. Película del píleo subgelatinosa, con hifas de 1.5-2.5 µm de grosor, postradas, hialinas a amarillentas. Hipodermio con hifas de 4-6 µm de diámetro, de color café-amarillento. Fíbulas frecuentes.
Según Guzmán (1998) la especie P. villarrealiae pertenece a la sección Cordisporae por la forma de las esporas y el carácter cerulescente del basidioma, por lo que se piensa que puede tener propiedades neurotrópicas.
El nombre de esta especie está dedicado a la profesora Luz María Villarreal de Puga, maestra de la Universidad de Guadalajara, en México.

## Distribución de la especie
Esta especie solo se ha colectado en México, en el estado de Jalisco.

## Hábitat
Esta especie crece solitaria o formando grupos (gregaria) en suelos arcillosos y pedregosos, en bosque mesófilo de montaña.

## Estado de conservación
No se conoce su estatus de riesgo como el de muchos otros hongos (Norma Oficial Mexicana 059).